# Rosenborg Ballklub 1981
Questa voce raccoglie le informazioni riguardanti il Rosenborg Ballklub nelle competizioni ufficiali della stagione 1981.

## Rosa
| N. |                     | Ruolo | Calciatore          |
| -- | ------------------- | ----- | ------------------- |
|    | Norvegia (bandiera) | P     | Ola By Rise         |
|    | Norvegia (bandiera) | P     | Anders Eggen        |
|    | Norvegia (bandiera) | D     | Knut Torbjørn Eggen |
|    | Norvegia (bandiera) | D     | Øivind Husby        |
|    | Norvegia (bandiera) | D     | Geir Jenshus        |
|    | Norvegia (bandiera) | D     | Jørn Ødegaard       |
|    | Norvegia (bandiera) | D     | Morten Reitan       |
|    | Norvegia (bandiera) | D     | Asle Sundal         |
|    | Norvegia (bandiera) | D     | Øystein Wormdal     |
|    | Norvegia (bandiera) | C     | Sverre Brandhaug    |

| N. |                     | Ruolo | Calciatore            |
| -- | ------------------- | ----- | --------------------- |
|    | Norvegia (bandiera) | C     | Jan Egil Hansen       |
|    | Norvegia (bandiera) | C     | Steinar Nilssen       |
|    | Norvegia (bandiera) | A     | John Kristian Angvik  |
|    | Norvegia (bandiera) | A     | Svend Didrichsen      |
|    | Norvegia (bandiera) | A     | Magnar Florholmen     |
|    | Norvegia (bandiera) | A     | Odd Iversen           |
|    | Norvegia (bandiera) | A     | Thor Robert Johanssen |
|    | Norvegia (bandiera) | A     | Jørgen Sørlie         |
|    | Norvegia (bandiera) | A     | Viggo Sundmoen        |

## Risultati

### Campionato

#### Girone di andata
| Trondheim 16 maggio 1981 | Rosenborg | 4 – 2 | Fredrikstad | Lerkendal Stadion |

| Kristiansand 3 maggio 1981 | Start | 0 – 1 | Rosenborg | Kristiansand Stadion |

| Trondheim 10 maggio 1981 | Rosenborg | 5 – 0 | Brann | Lerkendal Stadion |

| Oslo 13 maggio 1981 | Lyn Oslo | 1 – 1 | Rosenborg | Ullevaal Stadion |

| Trondheim 25 maggio 1981 | Rosenborg | 3 – 1 | Bryne | Lerkendal Stadion |

| Lillestrøm 8 giugno 1981 | Lillestrøm | 1 – 1 | Rosenborg | Åråsen Stadion |

| Trondheim 10 giugno 1981 | Rosenborg | 2 – 0 | HamKam | Lerkendal Stadion |

| Haugesund 21 giugno 1981 | Haugar | 1 – 1 | Rosenborg | Haugesund Stadion |

| Trondheim 29 giugno 1981 | Rosenborg | 2 – 2 | Vålerengen | Lerkendal Stadion |

| Stavanger 6 luglio 1981 | Viking | 2 – 0 | Rosenborg | Stavanger Stadion |

| Trondheim 13 luglio 1981 | Rosenborg | 3 – 1 | Moss | Lerkendal Stadion |

#### Girone di ritorno
| Fredrikstad 27 luglio 1981 | Fredrikstad | 0 – 0 | Rosenborg | Fredrikstad Stadion |

| Trondheim 3 agosto 1981 | Rosenborg | 4 – 2 | Start | Lerkendal Stadion |

| Trondheim 10 agosto 1981 | Brann | 0 – 3 | Rosenborg | Lerkendal Stadion |

| Trondheim 17 agosto 1981 | Rosenborg | 1 – 0 | Lyn Oslo | Lerkendal Stadion |

| Bryne 23 agosto 1981 | Bryne | 1 – 1 | Rosenborg | Bryne Stadion |

| Trondheim 2 settembre 1981 | Rosenborg | 1 – 1 | Lillestrøm | Lerkendal Stadion |

| 13 settembre 1981 | HamKam | 3 – 0 | Rosenborg | Bergsøy Stadion |

| Trondheim 27 settembre 1981 | Rosenborg | 0 – 2 | Haugar | Lerkendal Stadion |

| Oslo 4 ottobre 1981 | Vålerengen | 2 – 1 | Rosenborg | Bislett Stadion |

| Trondheim 11 ottobre 1981 | Rosenborg | 0 – 1 | Viking | Lerkendal Stadion |

| Moss 18 ottobre 1981 | Moss | 1 – 1 | Rosenborg | Melløs Stadion |

### Coppa di Norvegia
|  | Rosenborg | 3 – 0 | Vestbyen |  |

|  | Brekken | 0 – 1 | Rosenborg |  |

|  | Rosenborg | 7 – 0 | Harstad |  |

|  | Lillestrøm | 4 – 2 (d.t.s.) | Rosenborg |  |